# 阿拉 (加利福尼亞州)
阿拉（Alla）為美國加利福尼亚州洛杉矶县的一座非建制地區。海拔高度5公尺（16英尺），聯邦資料處理標準代碼為06-00954，地名資訊系統編號為1660244。